# WatchOS
watchOS est le système d'exploitation de l'Apple Watch, développé par Apple et lancé le 24 avril 2015. Basé sur iOS, le système d'exploitation utilisé par l'iPhone, il présente de nombreuses caractéristiques similaires. Le système d'exploitation présente une API appelée WatchKit à l'intention des développeurs.

## Paramètres de santé
Depuis sa création, watchOS prend en charge un nombre croissant de paramètres de santé pour la surveillance et le suivi. Il s'agit notamment de :
- fréquence cardiaque
- la Consommation maximale d'oxygène, (ajoutée avec watchOS 4, améliorée avec watchOS 7[2],[3])
- l'électrocardiogramme (ajouté avec watchOS 5[4])
- la saturation en oxygène du sang (ajouté avec watchOS 7[5])
- l'état du cycle menstruel (ajouté avec watchOS 6[6])
- suivi de la durée du sommeil et de la fréquence respiratoire (ajouté avec watchOS 7[7])

## HealthKit
Depuis plusieurs années, Apple développe son produit HealthKit pour tenter de percer dans le secteur lucratif de la santé et du bien-être, qui représente une énorme opportunité de croissance pour la société. C'est ce que confirme Jony Ive, l'ancien designer en chef, dans une interview. Il déclare que la santé est un élément crucial de l'Apple Watch depuis le jour de sa création et que la trajectoire de développement du matériel et du watchOS est orientée vers des capacités basées sur la santé. Ive souligne que l'une des principales applications livrées avec le premier watchOS permet aux utilisateurs de suivre et de communiquer, mais aussi de les encourager à bouger, à faire de l'exercice et à se tenir debout. Il explique : « Nous sommes nombreux à avoir notre téléphone sur nous en permanence, mais il n'est pas connecté à nous. Imaginez que vous ayez quelque chose d'aussi puissant avec vous en permanence, et quelles possibilités cela pourrait offrir à l'utilisateur. L'opportunité est phénoménale. Surtout si l'on ne comprend pas seulement où nous en sommes aujourd'hui en termes de technologie et de capacité, mais aussi où nous allons ».
Des applications sont développées pour watchOS qui permettent non seulement aux utilisateurs de rester actifs, mais aussi de diagnostiquer des maladies. Par exemple, l'application appelée DeepHeart, un réseau de formation approfondi qui peut détecter la fibrillation atriale, l'hypertension artérielle, l'apnée du sommeil et le diabète, puise dans la plateforme HealthKit pour collecter des données, en particulier celles collectées par le capteur cardiaque de la montre connectée,.

## Versions
| Version    | Date de sortie    | Dernière version | Date de sortie    |
| ---------- | ----------------- | ---------------- | ----------------- |
| WatchOS 1  | 24 avril 2015     | 1.0.1            | 19 mai 2015       |
| WatchOS 2  | 21 septembre 2015 | 2.2.2            | 18 juillet 2016   |
| WatchOS 3  | 13 septembre 2016 | 3.2.3            | 19 juillet 2017   |
| WatchOS 4  | 19 septembre 2017 | 4.3.2            | 9 juillet 2018    |
| WatchOS 5  | 17 septembre 2018 | 5.3.9            | 5 novembre 2020   |
| WatchOS 6  | 19 septembre 2019 | 6.3.0            | 14 décembre 2020  |
| WatchOS 7  | 16 septembre 2020 | 7.6.2            | 13 septembre 2021 |
| WatchOS 8  | 20 septembre 2021 | 8.8.1            | 21 juin 2023      |
| WatchOS 9  | 12 septembre 2022 | 9.6.3            | 21 septembre 2023 |
| WatchOS 10 | 18 septembre 2023 | 10.6.1           | 19 août 2024      |
| WatchOS 11 | 16 septembre 2024 | 11.5             | 12 mai 2025       |
| WatchOS 26 |                   |                  |                   |